# Porsche 912

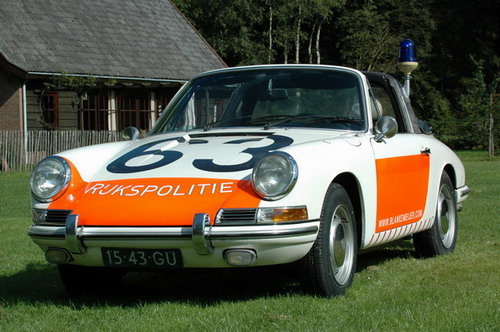
Porsche 912 Targa 1968 года, использовавшийся полицией Нидерландов.

Porsche 912 — спортивный автомобиль, выпускавшийся Porsche в Западной Германии с 1965 по 1969 год. 912 был высокопроизводительным, компактным 4-местным автомобилем с мотором мощностью 90 л. с. при 5800 об/мин. Будучи модификацией 911, одного из самых успешных спортивных автомобилей в истории, 912 первоначально выпускался в бо́льших производственных объёмах.

## История
В связи с обеспокоенностью увеличением цен на модели 911 и 356 и возможным снижением популярности марки, компания Porsche принимает решение выпустить новую модель начального сегмента. В 1964 году инженеры Porsche создают первые прототипы 912. Построенный на шасси с использованием кузова от 911, новый автомобиль имел 4-цилиндровый двигатель от 356. В апреле 1965 года производство 356 прекращается, а на её место в мае того же года приходит 912. Комбинация трансмиссии и кузова 911 и надёжного двигателя 356 дала новой машине лучшее распределение веса и хорошие характеристики. Благодаря низкой цене, продажи 912 превзошли 911 в течение первых лет производства. За пять лет было выпущено чуть более 30 тыс. экземпляров. Модели 912 также использовались полицией разных стран Западной Европы, в том числе модификации с кузовом тарга (запатентованный Porsche вариант кабриолета с металлической дугой в середине). В апреле 1967 года журнал Christophorus писал: «21 декабря 1966 года Porsche особенно гордится выпуском 100,000 автомобиля, которым стал 912 Targa, специально оборудованный для полиции».
В 1970 году модель 912 была заменена на менее дорогую 914. Однако ухудшение отношений между Porsche и Volkswagen, совместно разработавшими 914, привело к увеличению затрат на производство, в результате выпуск 914 был прекращён в 1976 году.
Спустя шесть лет, 912 возродилась в Северной Америке под индексом 912E (заводской индекс 923) для временной замены 914, в то время, как разработка официальной замены — 924 — близилась к завершению. Новые 912 имели признаки «G-Series» модели 911 и 2,0 л двигатели Volkswagen с воздушным охлаждением, ранее устанавливающиеся на 914/4. В общей сложности, в США изготовлено 2099 экземпляров 912E, не продававшихся за их пределами.

## Автоспорт
Хотя 912 создавался для уличной езды, он также участвовал в ралли. Завод предлагал специальные гоночные комплекты, включавшие стабилизаторы поперечной устойчивости, спортивные тормозные колодки и «мёртвые» педали. В 1967 году, Porsche 912 под управлением независимого водителя Собеслава Засады (Sobiesław Zasada) одержал победу в «Европейском чемпионате ралли» в классе Touring.